# Хосе Фройлан Гонсалес
Хосе Фройлан Гонсалес (на испански: José Froilán González) е аржентински пилот от Формула 1.
Роден е на 5 октомври 1922 година в Арисифес, окръг Буенос Айрес, Аржентина.